# Ipanguaçu
Ipanguaçu is een gemeente in de Braziliaanse deelstaat Rio Grande do Norte. De gemeente telt 14 056 inwoners (schatting 2009).